# Hórreos de Cantabria
Los hórreos de Cantabria constituyen un grupo de construcciones utilizadas para conservar y almacenar cereales en Cantabria. Un total de 21 hórreos han sido declarados por el Gobierno de Cantabria como bien de interés cultural (BIC), pero además existen otros de nueva construcción y restos de algunos ya destruidos.

## Historia
En su origen, los hórreos se utilizaban para conservar y almacenar cereales y frutos secos, pero esta función fue sustituida para adaptarse a las necesidades de las nuevas formas de vida. La primera mención de un hórreo en Cantabria fue en el Cartulario del Monasterio de Santo Toribio de Liébana en el año 831. Existió cierta proliferación de hórreos en Cantabria en el siglo XIV, anexionados a las casas.
Se conserva un número relativamente numeroso de hórreos en la parte occidental de Cantabria, en los valles colindantes con Asturias, León y Palencia, pero en el pasado estuvieron distribuidos por todo el territorio cántabro. El Catastro de Ensenada cita en torno al medio centenar de hórreos solamente en el concejo de Espinama. De estos, 29 pertenecían a un único propietario, mientras que el resto eran compartidos por dos personas. Los cartularios de Santo Toribio, Santillana y Santa María del Puerto muestran cómo el hórreo era un edificio habitual en la Alta Edad Media, junto a la casa solariega. El de Santa María del Puerto cita la presencia de hórreos en Solórzano, Argoños, Noja, Castillo, Meruelo, Anero, Escalante, Colindres, Pereda, Cerbiago y Sarnarín. El cartulario de Santillana en Cóbreces, Ubiarco, Peñarrubia, Cigüenza, Renedo, Planes, Macortedo, Cabárceno, Penagos, Flandones, Pámanes, Arce, Mortera, Valdeguña, San Acisclo de Triclo, San Vicente de Toranzo, Calva, Igollo, Treceño, Cabuerniga, Helguera, Arce, Avillos, Villaquintilan, Lanes, Polanco, Barreda, Ongayo, Sequas y el cartulario de Santo Toribio en Baró, Turieno, Cosgaya, Espinama y Argüébanes.
También hay otros documentos que certifican la presencia de hórreos en San Felices de Buelna en el siglo X y en 1208, en el siglo XVI en Maliaño, en el siglo XVII en Alceda, así como restos en Belmonte, Tresabuela, Salceda, San Mamés, Lafuente, Cabrojo, Santotís, Tudanca y Cabanzón.

## Estudios realizados
El primer trabajo realizado exclusivamente sobre hórreos en Cantabria fue el realizado por Javier González Riancho en 1945. En él divide estos en dos tipos: los de planta cuadrada sobre cuatro pilastras y los sostenidos por seis pilastras (paneras). Indica que existen varios en Liébana, sobre todo en Pido, pero afirma que los más interesantes están en Cotillo, Barriopalacio y Villasuso. Añade que en esas tres localidades llegaron a existir 12 hórreos, pero quedaban en ese momentos 3 o 4, ya que el resto habían sufrido un incendio o habían sido desmontados.
Posteriormente Alfonso de la Lastra Villa publicó un capítulo sobre los hórreos en Cantabria en el libro de Eugeniusz Frankowsk Hórreos y palafitos de la península Ibérica. En él afirmaba haber visitado el Valle de Anievas en 1949, donde encontró tres hórreos y restos de otros. También localizó uno con vertiente a dos aguas en Villasuso, que fue destruido en 1954, otro con vertiente a cuatro aguas en la misma localidad y destruido en 1982, otro en Belmonte, otro en Barriopalacio y por último el de Avellanedo. En 1992 de la Lastra volvió a publicar sobre hórreos en un libro de dibujos e ilustraciones.
Los trabajos anteriormente citados apenas nombran los hórreos lebaniegos u otros distribuidos por la región, centrándose principalmente en el Valle de Anievas, encontrándose pocos trabajos que hagan un inventario de estos. En 1984 Lozano y Lozano indicaban que había 32 hórreos en Cantabria, bajando esta cantidad hasta 24 en el año 2003. Por su parte, Vidal Rouco en su libro de 2001, El hórreo en la Península Ibérica, describe en una tabla las características de 34 ejemplares. La tesis de Algorri, publicada en 2015, se centra en los hórreos de Liébana, encontrando un total de 17. Como puede observarse, todas las publicaciones tratan de la arquitectura cántabra, donde se habla en algún momento de los hórreos, o sobre hórreos en la Península Ibérica, con un capítulo para Cantabria. El único estudio que se centra exclusivamente en el estado de los hórreos cántabros es Hórreos en Cantabria (España): Estado de la cuestión al año 2010, publicado en 2011 en la revista Kobie. Antropología cultural.

## Listado
Se ha defendido una clasificación dual lebaniego-leonesa y pirenaico-montañesa, pero no se corresponde con la realidad constructiva. En 2010 se presentó el estado de la cuestión de los hórreos en Cantabria, dividiendo estos en: hórreos antiguos conservados in situ, hórreos antiguos trasladados, otros hórreos antiguos de los que se conservan restos o documentación gráfica y hórreos de nueva construcción. A continuación también se les clasificó en otros cuatro tipos: paneras, hórreos con cubierta a cuatro aguas, a dos aguas y sin pilares o parcialmente sin ellos.
Para diferenciar los hórreos de Cantabria se han dividido en tres secciones: la primera muestra los 21 hórreos que han sido declarados por el Gobierno de Cantabria como bien de interés cultural (BIC), la segunda todos aquellos que siguen en pie pero no han sido declarados como BIC, y por último aquellos que ya no están en pie pero de los que sí se conservan restos identificables en el lugar donde estuvieron.

### Bienes de interés cultural
Esta lista es actualizada periódicamente por un bot usando los contenidos de Wikidata, por lo que cualquier cambio manual se perderá.
| Número | Hórreo             | Localidad          | Coordenadas                                 | Cubierta              | Ancho | Alto | Commons                      | Imagen | Wikidata   |
| ------ | ------------------ | ------------------ | ------------------------------------------- | --------------------- | ----- | ---- | ---------------------------- | ------ | ---------- |
| 1      | Areños             | Areños             | 43°06′49″N 4°43′41″O / 43.11368, -4.72809   | tejado a cuatro aguas | 4.2   | 4.8  | Hórreo de Areños             |        | Q125270413 |
| 2      | Avellanedo         | Avellanedo         | 43°04′21″N 4°31′29″O / 43.072568, -4.524608 | tejado a dos aguas    | 2.9   | 4.4  | Hórreo de Avellanedo         |        | Q125273141 |
| 3      | Baró               | Baró               | 43°09′10″N 4°40′54″O / 43.152684, -4.681746 | tejado a dos aguas    | 3.45  | 4.5  | Hórreo de Baró               |        | Q125272942 |
| 4      | Cabezón de Liébana | Cabezón de Liébana | 43°08′06″N 4°34′37″O / 43.13493, -4.57692   | tejado a cuatro aguas |       |      | Hórreo de Cabezón de Liébana |        | Q125287784 |
| 5      | Cades              | Cades              | 43°18′17″N 4°28′00″O / 43.30475, -4.46656   | tejado a cuatro aguas |       |      | Hórreo de Cades              |        | Q125278510 |
| 6      | Cosgaya            | Cosgaya            | 43°06′39″N 4°43′35″O / 43.110756, -4.726393 | tejado a cuatro aguas | 4     | 4.8  | Hórreo de Cosgaya            |        | Q125269356 |
| 7      | Espinama 1         | Espinama           | 43°07′41″N 4°47′12″O / 43.12801, -4.78658   | tejado a cuatro aguas |       |      | Hórreo de Espinama 1         |        | Q125288116 |
| 8      | Espinama 2         | Espinama           | 43°07′39″N 4°47′15″O / 43.127523, -4.787509 | tejado a cuatro aguas | 4.2   | 5    | Hórreo de Espinama 2         |        | Q125246948 |
| 9      | Espinama 3         | Espinama           | 43°07′41″N 4°47′15″O / 43.12808, -4.78752   | tejado a dos aguas    | 5     | 5.5  | Hórreo de Espinama 3         |        | Q125258693 |
| 10     | Espinama 4         | Espinama           | 43°07′39″N 4°47′12″O / 43.12754, -4.78675   | tejado a cuatro aguas | 4.3   | 4.8  | Hórreo de Espinama 4         |        | Q125266181 |
| 11     | Fuente Dé          | Fuente Dé          | 43°08′28″N 4°48′39″O / 43.14118, -4.81094   | tejado a cuatro aguas | 4     | 4.8  | Hórreo de Fuente Dé          |        | Q125255353 |
| 12     | Las Ilces 1        | Las Ilces          | 43°06′52″N 4°46′09″O / 43.11458, -4.76923   | tejado a cuatro aguas | 4.5   | 4.3  | Hórreo de Las Ilces 1        |        | Q125267891 |
| 13     | Las Ilces 2        | Las Ilces          | 43°06′52″N 4°46′07″O / 43.11438, -4.76855   | tejado a cuatro aguas | 3.7   | 3.5  | Hórreo de Las Ilces 2        |        | Q125268005 |
| 14     | Mieses 1           | Mieses             | 43°09′18″N 4°38′07″O / 43.15504, -4.63516   | tejado a cuatro aguas | 4     | 4.8  | Hórreo de Mieses 1           |        | Q125287645 |
| 15     | Mieses 2           | Mieses             | 43°09′16″N 4°38′39″O / 43.15437, -4.64415   | tejado a dos aguas    | 4.3   | 4.5  | Hórreo de Mieses 2           |        | Q125287733 |
| 16     | Mogrovejo          | Mogrovejo          | 43°08′45″N 4°42′33″O / 43.14577, -4.7093    | tejado a cuatro aguas | 3.5   | 3.9  | Hórreo de Mogrovejo          |        | Q125266539 |
| 17     | Muriedas           | Muriedas           | 43°25′15″N 3°51′14″O / 43.42079, -3.85398   | tejado a cuatro aguas |       |      | Hórreo de Muriedas           |        | Q125287852 |
| 18     | Pido 1             | Pido               | 43°07′39″N 4°47′37″O / 43.12741, -4.79351   | tejado a cuatro aguas | 3.5   | 3.6  | Hórreo de Pido 1             |        | Q125263207 |
| 19     | Pido 2             | Pido               | 43°07′37″N 4°47′44″O / 43.12707, -4.79553   | tejado a dos aguas    | 4.1   | 4.2  | Hórreo de Pido 2             |        | Q125258487 |
| 20     | Somaniezo          | Somaniezo          | 43°08′44″N 4°31′35″O / 43.14544, -4.52638   | tejado a cuatro aguas | 4.4   | 4.6  | Hórreo de Somaniezo          |        | Q125274932 |
| 21     | Valdeprado         | Valdeprado         | 43°04′32″N 4°29′38″O / 43.07565, -4.49378   | tejado a dos aguas    | 3.5   | 3.8  | Hórreo de Valdeprado         |        | Q125274603 |

### Otros
Esta lista es actualizada periódicamente por un bot usando los contenidos de Wikidata, por lo que cualquier cambio manual se perderá.
| Número | Hórreo             | Localidad                  | Coordenadas                                  | Cubierta              | Commons               | Imagen | Wikidata   |
| ------ | ------------------ | -------------------------- | -------------------------------------------- | --------------------- | --------------------- | ------ | ---------- |
| 1      | Belmonte           | Belmonte                   | 43°06′29″N 4°26′40″O / 43.10797, -4.44438    | tejado a dos aguas    | Hórreo de Belmonte    |        | Q125287118 |
| 2      | Bores              | Bores                      | 43°05′34″N 4°40′06″O / 43.09281, -4.66845    | tejado a cuatro aguas | Hórreo de Bores       |        | Q125292386 |
| 3      | Boria              | San Vicente de la Barquera | 43°23′15″N 4°24′02″O / 43.3875, -4.40044     | tejado a cuatro aguas | Hórreo de Boria       |        | Q125288269 |
| 4      | Camijanes          | Camijanes                  | 43°19′58″N 4°29′21″O / 43.332727, -4.4892102 | tejado a cuatro aguas |                       |        | Q125292350 |
| 5      | Cotillo 1          | Cotillo                    | 43°12′05″N 3°59′55″O / 43.20145, -3.99875    | tejado a cuatro aguas | Hórreo de Cotillo 1   |        | Q125288246 |
| 6      | Cotillo 2          | Cotillo                    | 43°12′09″N 4°00′05″O / 43.20237, -4.00149    | tejado a dos aguas    | Hórreo de Cotillo 2   |        | Q125288258 |
| 7      | Cotillo 3          | Cotillo                    | 43°12′13″N 4°00′23″O / 43.203701, -4.006483  | tejado a dos aguas    | Hórreo de Cotillo 3   |        | Q125806053 |
| 8      | Guarnizo           | Guarnizo                   | 43°23′25″N 3°51′31″O / 43.390296, -3.858671  | tejado a cuatro aguas | Hórreo de Guarnizo    |        | Q125288013 |
| 9      | La Riestre         | Camaleño                   | 43°08′57″N 4°41′48″O / 43.14907, -4.69674    | tejado a cuatro aguas | Hórreo de La Riestre  |        | Q125292359 |
| 10     | Liendo             | Liendo                     | 43°23′25″N 3°23′20″O / 43.39022, -3.38891    | tejado a dos aguas    | Hórreo de Liendo      |        | Q125287473 |
| 11     | Noja               | Noja                       | 43°29′08″N 3°31′52″O / 43.48556, -3.53116    | tejado a cuatro aguas | Hórreo de Noja        |        | Q125292455 |
| 12     | Penagos            | Penagos                    | 43°20′49″N 3°49′16″O / 43.34685, -3.82115    | tejado a cuatro aguas | Hórreo in Penagos     |        | Q125543522 |
| 13     | Puente Arce        | Arce                       | 43°24′23″N 3°56′54″O / 43.40636, -3.94838    | tejado a cuatro aguas | Hórreo de Puente Arce |        | Q125287903 |
| 14     | Riclones           | Riclones                   | 43°16′57″N 4°27′13″O / 43.28241, -4.45356    | tejado a cuatro aguas | Hórreo de Riclones    |        | Q125292292 |
| 15     | San Román de Cayón | San Román                  | 43°18′28″N 3°54′14″O / 43.307729, -3.903864  | tejado a dos aguas    | Hórreo de San Román   |        | Q125292472 |
| 16     | Viar               | Rasines                    | 43°18′27″N 3°24′43″O / 43.30751, -3.41197    | tejado a cuatro aguas | Hórreo in Rasines     |        | Q125292275 |
| 17     | Villasuso          | Villasuso (Anievas)        | 43°12′49″N 4°00′11″O / 43.2137, -4.00294     | tejado a cuatro aguas | Hórreo de Villasuso   |        | Q125806283 |

### Restos
Esta lista es actualizada periódicamente por un bot usando los contenidos de Wikidata, por lo que cualquier cambio manual se perderá.
| Número | Nombre           | Localidad        | Coordenadas                                 | Cubierta           | Commons                    | Imagen | Wikidata   |
| ------ | ---------------- | ---------------- | ------------------------------------------- | ------------------ | -------------------------- | ------ | ---------- |
| 1      | Casar de Periedo | Casar de Periedo | 43°20′15″N 4°10′37″O / 43.33751, -4.17682   | tejado a dos aguas | Hórreo de Casar de Periedo |        | Q125279315 |
| 2      | Espinama 5       | Espinama         | 43°07′43″N 4°47′19″O / 43.128483, -4.788578 |                    | Hórreo de Espinama 5       |        | Q125324383 |
| 3      | Perrozo          | Perrozo          | 43°07′04″N 4°33′01″O / 43.1179, -4.550357   |                    | Hórreo de Perrozo          |        | Q125292548 |
| 4      | Pido 3           | Pido             | 43°07′37″N 4°47′44″O / 43.126848, -4.795519 |                    | Hórreo de Pido 3           |        | Q125325475 |
| 5      | Pido 4           | Pido             | 43°07′38″N 4°47′36″O / 43.127316, -4.793328 |                    | Hórreo de Pido 4           |        | Q125326008 |
| 6      | Zurita           | Zurita           | 43°21′10″N 3°59′13″O / 43.35272, -3.98695   |                    | Hórreo de Zurita           |        | Q125286826 |